# Swedish Open 1986
Lo Swedish Open 1986 è stato un torneo di tennis giocato sulla terra rossa. È stata la 39ª edizione del torneo, che fa parte della categoria del Nabisco Grand Prix 1986 e dei Tornei di tennis femminili indipendenti nel 1986. Il torneo si è giocato a Båstad in Svezia dal 21 al 27 luglio 1986.

## Campioni

### Singolare maschile
Emilio Sánchez ha battuto in finale  Mats Wilander con il punteggio di 7–6 4–6 6–4

### Doppio maschile
Sergio Casal /  Emilio Sánchez hanno battuto in finale  Craig Campbell /  Joey Rive con il punteggio di 6–4, 6–2

### Singolare femminile
Catarina Lindqvist ha battuto in finale  Catrin Jexell con il punteggio di 6–2, 6–0

### Doppio femminile
Catarina Lindqvist /  Maria Lindström hanno battuto in finale  Christina Singer /  Ellen Walliser con il punteggio di 6–3, 6–2